# Campionato italiano di hockey su ghiaccio 2017-2018
Il Campionato italiano di hockey su ghiaccio 2017-2018 ha subito un cambiamento non tanto nella struttura, quanto nel nome: confermata la partecipazione alla Alps Hockey League delle otto migliori compagini, è stato creato un contenitore, denominato Italian Hockey League, che andasse a comprendere i tre campionati nazionali e il campionato femminile. Il torneo che assegna il titolo italiano è stato rinominato Italian Hockey League - Elite, la ex Serie B Italian Hockey League e la ex serie C Italian Hockey League - Division I.

## Struttura
I tornei furono organizzati nei seguenti livelli:
| Livello | Denominazione campionato                         | Partecipanti                                        | Partecipanti                                        |
| ------- | ------------------------------------------------ | --------------------------------------------------- | --------------------------------------------------- |
| 1º      | Italian Hockey League - Elite Alps Hockey League | 8 17 (8 squadre italiane, 7 austriache e 2 slovene) | 8 17 (8 squadre italiane, 7 austriache e 2 slovene) |
| 2º      | Italian Hockey League                            | 12                                                  | 12                                                  |
| 3º      | Italian Hockey League - Division I               | 5 (Girone Ovest)                                    | 6 (Girone Est)                                      |

## Italian Hockey League - Elite / AHL
Anche per la stagione 2017-2018, a contendersi lo scudetto sono i team italiani iscritti all'Alps Hockey League, che rispetto alla stagione precedente non sono cambiati. Il torneo che assegna lo scudetto ha preso il nome di Italian Hockey League - Elite, e ha cambiato formula. È sempre prevista una Final Four, ma è cambiato il sistema di qualificazione: non vale più la posizione in classifica al termine della regular season, ma viene introdotto un torneo di qualificazione. Le otto squadre sono state suddivise in due gironcini da 4, e gli incontri tra le squadre dello stesso girone, concentrati tra il 26 dicembre 2017 e il 6 gennaio 2018, valgono dunque sia per la AHL che per la qualificazione alla Final Four della IHL - Elite.
| Squadre iscritte alla IHL-Elite nel campionato 2017-18 | Squadre iscritte alla IHL-Elite nel campionato 2017-18 | Squadre iscritte alla IHL-Elite nel campionato 2017-18 | Squadre iscritte alla IHL-Elite nel campionato 2017-18 | Squadre iscritte alla IHL-Elite nel campionato 2017-18 | Squadre iscritte alla IHL-Elite nel campionato 2017-18 | Squadre iscritte alla IHL-Elite nel campionato 2017-18 |
| Girone                                                 | Club                                                   | Regione                                                | Città                                                  | Arena                                                  | Capacità                                               | Presenze in massima serie                              |
| ------------------------------------------------------ | ------------------------------------------------------ | ------------------------------------------------------ | ------------------------------------------------------ | ------------------------------------------------------ | ------------------------------------------------------ | ------------------------------------------------------ |
| A                                                      | SG Cortina                                             | Veneto                                                 | Cortina d'Ampezzo (BL)                                 | Stadio Olimpico del Ghiaccio                           | 2.700                                                  | 70                                                     |
| A                                                      | HC Pustertal                                           | Trentino-Alto Adige                                    | Brunico (BZ)                                           | Rienzstadion                                           | 2.050                                                  | 44                                                     |
| A                                                      | Ritten Sport Campione in carica                        | Trentino-Alto Adige                                    | Collalbo (BZ)                                          | Arena Ritten                                           | 1.200                                                  | 22                                                     |
| A                                                      | HC Fassa                                               | Trentino-Alto Adige                                    | Alba di Canazei (TN)                                   | Gianmario Scola                                        | 3.500                                                  | 33                                                     |
| B                                                      | Asiago Hockey                                          | Veneto                                                 | Asiago (VI)                                            | Hodegart                                               | 3.000                                                  | 54                                                     |
| B                                                      | HC Neumarkt                                            | Trentino-Alto Adige                                    | Egna (BZ)                                              | WürthArena                                             | 1.200                                                  | 4                                                      |
| B                                                      | WSV Sterzing Broncos                                   | Trentino-Alto Adige                                    | Vipiteno (BZ)                                          | Weihenstephan Arena                                    | 1.700                                                  | 12                                                     |
| B                                                      | HC Gherdëina                                           | Trentino-Alto Adige                                    | Selva di Val Gardena (BZ)                              | Pranives                                               | 2.000                                                  | 51                                                     |

## Italian Hockey League
La vecchia Serie B viene ora denominata Italian Hockey League e le squadre iscritte in questa stagione calarono di un'unità rispetto al campionato precedente: il Renon infatti rinunciò a iscrivere la propria seconda squadra.
| Squadre iscritte alla IHL nel campionato 2017-18 | Squadre iscritte alla IHL nel campionato 2017-18 | Squadre iscritte alla IHL nel campionato 2017-18 | Squadre iscritte alla IHL nel campionato 2017-18 | Squadre iscritte alla IHL nel campionato 2017-18 | Squadre iscritte alla IHL nel campionato 2017-18 |
| Club                                             | Regione                                          | Città                                            | Arena                                            | Capacità                                         |                                                  |
| ------------------------------------------------ | ------------------------------------------------ | ------------------------------------------------ | ------------------------------------------------ | ------------------------------------------------ | ------------------------------------------------ |
| Alleghe Hockey                                   | Veneto                                           | Alleghe (BL)                                     | Stadio Alvise De Toni                            | 2.500                                            |                                                  |
| Feltreghiaccio                                   | Veneto                                           | Feltre (BL)                                      | Palaghiaccio Feltre                              | 6.000                                            |                                                  |
| HC Chiavenna                                     | Lombardia                                        | Chiavenna (SO)                                   | Palaghiaccio di Chiavenna                        | 450                                              |                                                  |
| Hockey Como                                      | Lombardia                                        | Como                                             | Palaghiaccio Casate                              | 2.500                                            |                                                  |
| HC Varese                                        | Lombardia                                        | Varese                                           | PalAlbani                                        | 1.200                                            |                                                  |
| Milano Rossoblu Campione in carica               | Lombardia                                        | Milano                                           | Stadio del ghiaccio Agorà                        | 4.000                                            |                                                  |
| SC Auer                                          | Trentino-Alto Adige                              | Ora (BZ)                                         | Eisplatz Schwarzenbach                           | 500                                              |                                                  |
| Hockey Pergine                                   | Trentino-Alto Adige                              | Pergine Valsugana (TN)                           | Stadio del ghiaccio di Pergine                   | 2.500                                            |                                                  |
| HC Merano J                                      | Trentino-Alto Adige                              | Merano (BZ)                                      | MeranArena                                       | 3.000                                            |                                                  |
| HC Eppan                                         | Trentino-Alto Adige                              | Appiano sulla Strada del Vino (BZ)               | Stadio del ghiaccio di Appiano                   | 1.500                                            |                                                  |
| SV Kaltern                                       | Trentino-Alto Adige                              | Caldaro sulla strada del vino (BZ)               | Palaghiaccio Caldaro                             | 1.500                                            |                                                  |
| HC Fiemme                                        | Trentino-Alto Adige                              | Cavalese (TN)                                    | Palazzetto del Ghiaccio di Cavalese              | 2.300                                            |                                                  |

## Italian Hockey League - Division I
Cambia la denominazione anche della terza serie nazionale, ma non la formula: le squadre sono divise in due gironi geografici, Est e Ovest, che determineranno le squadre qualificate ai play-off nazionali.
Per aumentare il numero di compagini iscritte, la FISG ha imposto alle squadre iscritte nella stagione precedente a campionati minori stranieri (Varese Killer Bees in Svizzera, HC Bressanone e HC Dobbiaco in Austria) di rientrare in Italia. Il Dobbiaco tuttavia alla fine non si iscriverà.
Tre delle squadre della stagione precedente, la seconda squadra dell'Hockey Club Gherdëina, i Diavoli Rossoneri Sesto e l'Hockey Club Pinerolo, hanno rinunciato; oltre alle due compagini provenienti dall'estero, si sono iscritte HC Valrendena, Sporting Club Pinerolo, HCV Filatoio 2440 (con il nome di ValpEagle) e la seconda squadra dell'HC Val Pusteria, portando quindi il totale a 12.
A poche settimane dall'inizio del campionato, tuttavia, gli Aosta Gladiators ritirarono l'iscrizione, lasciando il girone Ovest a 5 squadre.
L'HC Valpellice non si presentò in campo in occasione dei primi due incontri di campionato (rispettivamente a Varese contro i Varese Killer Bees e in casa nel derby contro il ValpEagle), e il giudice sportivo la estromise dal campionato.
| Ovest | Aosta Gladiators        | Valle d'Aosta       | Aosta (AO)           |
| Ovest | Real Torino             | Piemonte            | Torino (TO)          |
| Ovest | Sporting Pinerolo       | Piemonte            | Pinerolo (TO)        |
| Ovest | ValpEagle               | Piemonte            | Torre Pellice (TO)   |
| Ovest | Valpellice              | Piemonte            | Torre Pellice (TO)   |
| Ovest | Varese Killer Bees      | Lombardia           | Varese (VA)          |
| Est   | Hockey Pieve            | Veneto              | Pieve di Cadore (BL) |
| Est   | Falcons Bressanone      | Trentino-Alto Adige | Bressanone (BZ)      |
| Est   | WSV Sterzing Vipiteno C | Trentino-Alto Adige | Vipiteno (BZ)        |
| Est   | Val Pusteria Junior     | Trentino-Alto Adige | Brunico (BZ)         |
| Est   | HC Valrendena           | Trentino-Alto Adige | Pinzolo (TN)         |
| Est   | HC Val Venosta          | Trentino-Alto Adige | Laces (BZ)           |

## Coppa Italia
La disputa della Coppa Italia rimane anche per questa stagione appannaggio delle squadre della cadetteria (da quest'anno denominata Italian Hockey League). Cambia tuttavia la formula: non più una Final Four, ma un torneo a eliminazione diretta che coinvolge tutte e dodici le squadre.
Le prime quattro classificate al termine del girone di andata hanno accesso diretto ai quarti di finale, mentre le altre otto disputeranno il turno di qualificazione. Tutti i turni si disputeranno in gara unica, a eccezione della semifinale, che sarà con gara di andata e ritorno: il turno preliminare sarà disputato in casa della squadra peggio classificata, i quarti di finale saranno invece disputati in casa della squadra meglio classificata; per le semifinali, la squadra che giocherà per prima in casa sarà decisa per sorteggio; la finale sarà invece disputata in casa della squadra meglio classificata.

## Supercoppa italiana
Per la Supercoppa italiana la Federazione tornò alla disputa fra vincitore del campionato e vincitore della Coppa Italia. Il Renon, campione d'Italia uscente, ha scelto di non schierare giocatori stranieri, pur avendone la facoltà, per adeguarsi al fatto che il Milano Rossoblu, squadra che milita in Italian Hockey League, non ne ha a roster.
Gara Unica
| Arbitri: | Andrea Benvegnù Patrick Gruber |

| |           |                                                                          |
| Tudin (T. Spinell) 2:46 J. Kostner (Borgatello, M. Spinell) 7:11 Tudin (Traversa, Lutz) 18:01 I. Tauferer (Frei, Borgatello) 25:08 Traversa 35:21 Tudin (J. Kostner) 41:40 S. Kostner (Borgatello) 53:49 Frei (S. Kostner) 56:49 | Marcatori | 22:47 Re (Borghi, Perna) 30:28 Borghi 52:37 Vanetti (Asinelli, Raimondi) |

  Il Ritten Sport ha vinto la sua terza Supercoppa italiana, battendo il Milano Rossoblu col risultato di 8-3, scarto più ampio nella storia della Supercoppa.